# Thomas Scrubb
Pour les articles homonymes, voir Thomas.
Thomas Ryan Scrubb, né le 26 septembre 1991 à Richmond en Colombie Britannique, est un joueur canadien de basket-ball. Il mesure 1,96 m et évolue au poste d'ailier.

## Biographie

### Carrière universitaire
Entre 2009 et 2015, il joue pour les Ravens à l'université Carleton.

### Carrière professionnelle

#### Kataja Basket Club (2015-2016)
Le 27 juin 2013, lors de la draft 2013 de la NBA, automatiquement éligible, il n'est pas sélectionné.
Le 4 septembre 2015, il signe son premier contrat professionnel en Finlande avec le Kataja Basket Club.

#### Gießen 46ers (2016-2017)
Le 31 mai 2016, il signe un contrat avec le club allemand du Gießen 46ers.

#### Scandone Avellino (2017-2018)
Le 9 juillet 2017, il signe un contrat avec le club italien du Scandone Avellino.

#### Pallacanestro Varèse (2018-2019)
Le 13 juillet 2018, il signe un contrat avec le club italien du Pallacanestro Varèse.

#### SIG Strasbourg (2019-2020)
Le 25 juillet 2019, il signe un contrat avec le club français de la SIG Strasbourg.

#### Blackjacks d'Ottawa (juin - juil. 2020)
Le 11 juin 2020, Scrubb signe avec les Blackjacks d'Ottawa dans la Canadian Elite Basketball League (CEBL).

#### JL Bourg-en-Bresse (2020-2021)
Le 21 juillet 2020, il signe un contrat avec le club français de la JL Bourg-en-Bresse.

#### Blackjacks d'Ottawa (juil. - sept. 2021)
Le 27 juillet 2021, Scrubb signe avec les River Lions de Niagara dans la Canadian Elite Basketball League (CEBL).

#### Monbus Obradoiro (2021-2024)
Le 14 juillet 2021, il signe avec le club espagnol du Monbus Obradoiro.

## Palmarès
- 5× CIS champion (2011–2015)
- CIS Tournament MVP (2013)
- CIS First Team (2015)
- 2× CIS Defensive Player of the Year (2014, 2015)